# Снегомер
Снегоме́р — метеорологический инструмент для измерения плотности и высоты снежного покрова.

## Устройство
Обычно снегомер состоит из цилиндра с режущими зубьями и сантиметровой шкалой на наружной поверхности, крышки, ручки, и весового устройства: серьги для подвешивания, коромысла, призмы, стрелки, груза, а также лопаточки.

## Проведение измерений
Измерения проводят следующим образом. На ровном участке цилиндр снегомера погружается зазубренным концом строго вертикально в снег до соприкосновения с подстилающей поверхностью. Если попадаются снежные корки, лёгким подкручиванием цилиндра их прорезают. Когда труба достигнет почвы, записывают высоту снежного покрова по шкале. Затем с одного бока цилиндра отгребается снег, и под нижний конец цилиндра подводится специальная лопаточка. Вместе с ней цилиндр вынимают из снега и переворачивают нижним концом вверх. Очистив цилиндр от снега снаружи, подвешивают его к крючку весов. Весы уравновешивают при помощи подвижного груза и записывают число делений по линейке снегомера.
Плотность снега определяется как отношение веса пробы к её объёму, по формуле:
{\displaystyle p=G/(S\cdot H),}
где:
- {\displaystyle p} — плотность пробы снега, г/см³;
- {\displaystyle G} — масса пробы, в граммах;
- {\displaystyle S} — приёмная площадь цилиндра, см²;
- {\displaystyle H} — высота пробы снега, см.

## Разновидности снегомеров
Кроме описанного выше весового снегомера, где пробу снега взвешивают, существуют также объёмные снегомеры, не имеющие приспособлений для взвешивания. В этих снегомерах взятую пробу снега растапливают и измеряют мензуркой или дождемерным стаканом объём образовавшейся воды. Такие приборы применяются обычно на стационарных постах и станциях.
Существуют также гамма-снегомеры, принцип действия которых основан на измерении ослабления снегом гамма-излучения от источника, помещённого в снежный покров. Это позволяет проводить дистанционные измерения.
Одним из наиболее распространённых в России является весовой снегомер ВС-43.